# محمد حسینی (بازیکن فوتبال اهل تانزانیا)
محمد حسینی محمد، مشهور به محمد حسینی یا محمد حسین (زاده ۱۱ ژانویه ۱۹۹۵)، بازیکن فوتبال اهل تانزانیا است که برای Simba بازی می‌کند.

## دوران ملی
او نخستین بازی خود برای تانزانیا را در تاریخ ۲۲ نوامبر ۲۰۱۵ و در CECAFA 2015 برابر سومالی انجام داد.
وی جزو نفرات انتخابی برای جام ملت‌های آفریقا ۲۰۱۹ بود.